# Hermann Schulte-Heuthaus

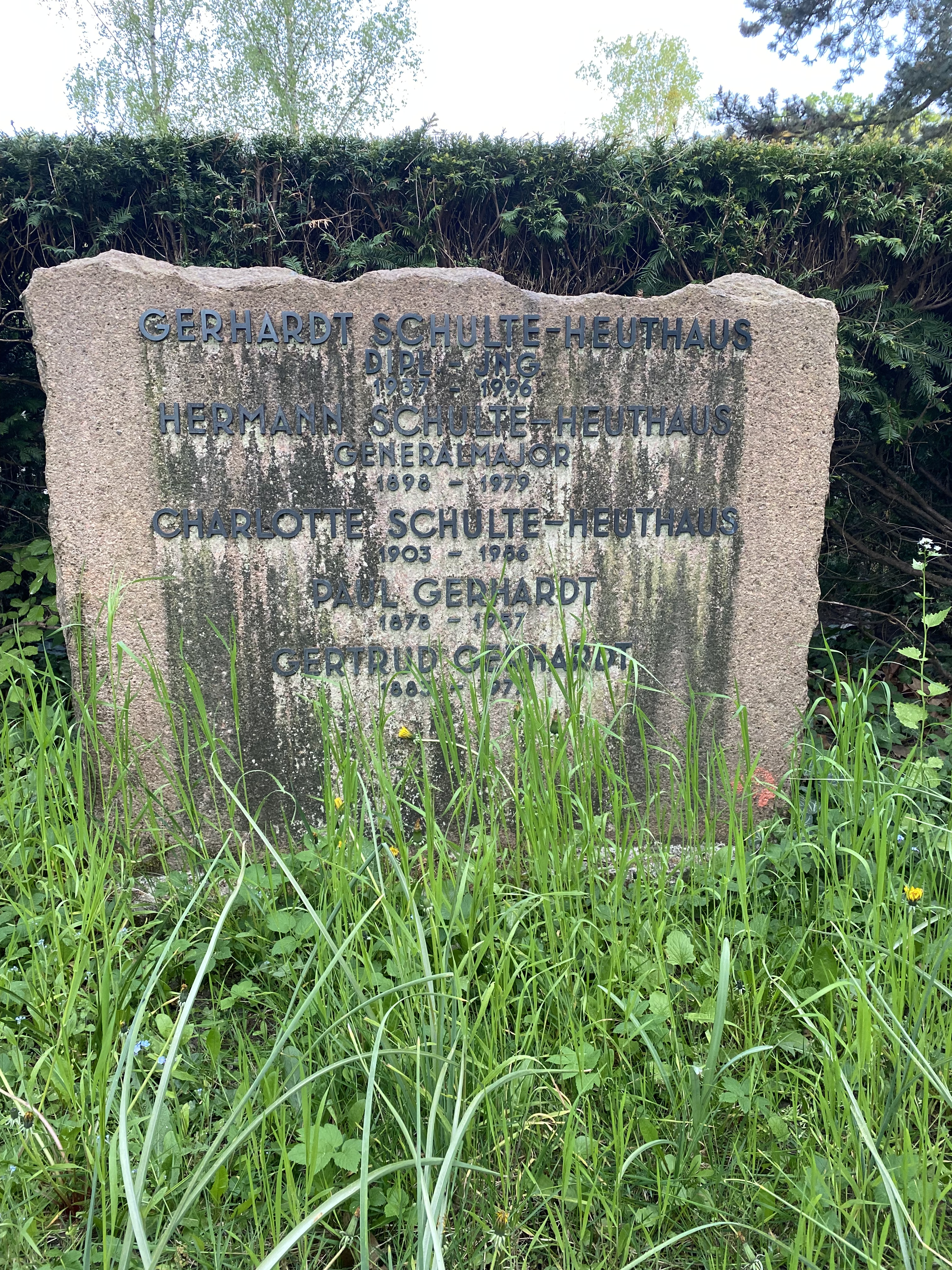
Grabstätte von Hermann Schulte-Heuthaus

Hermann Schulte-Heuthaus (* 15. Januar 1898 auf Gut Klein Weißensee im Kreis Wehlau; † 28. Dezember 1979 in Berlin) war ein deutscher Generalmajor im Zweiten Weltkrieg.

## Leben
1934 trat er als Hauptmann erneut in die Reichswehr ein. Am 1. Januar 1939 wurde er zum Major befördert. 1940 wurde er zum Kommandeur des I. Bataillons des Infanterie-Regiments 1 ernannt. Diesen Verband führte er als Teil der 1. Infanterie-Division im Westfeldzug, wobei er verwundet wurde. Nach einer Beförderung zum Oberstleutnant wurde er in die Führerreserve versetzt. Ab dem 1. Mai 1941 übernahm er das Kradschützen-Bataillon 25 als Teil der 25. Infanterie-Division (mot.), das er im Mittelabschnitt der Ostfront führte. Am 23. Januar 1942 wurde ihm das Ritterkreuz des Eisernen Kreuzes verliehen.
Am 20. Oktober 1944 wurde er zum letzten Kommandeur der Division Brandenburg ernannt, die ab Februar 1945 im Rahmen des Panzerkorps „Großdeutschland“ in Ostpreußen und in der Lausitz eingesetzt wurde. Am 1. März 1945 wurde er zum Generalmajor befördert. Das Kriegsende im Mai 1945 erfolgte im Rahmen des LIX. Armeekorps in der Tschechoslowakei im Raum Olmütz und Deutsch-Brod. Dabei geriet Schulte-Heuthaus in westalliierte Kriegsgefangenschaft, aus der er 1947 wieder entlassen wurde.
Sein Grab befindet sich auf dem Friedhof Zehlendorf.